# Кріс Кнірім
Кріс Кнірім (англ. Chris Knierim) — американський фігурист, що спеціалізується в парному катанні й виступає в парі зі своєю дружиною Алексою, олімпійський медаліст.
Бронзову олімпійську медаль пара Кнірім здобула в складі збірної США в командних змаганнях на Пхьончханській олімпіаді 2018 року, де виступала як з короткою, так і довільною програмою.

## Зовнішні посилання
- Картка пари Кнірім на сайті Міжнародного союзу ковзанярів [Архівовано 18 січня 2013 у Wayback Machine.]